# Morihiro Saito
Morihiro Saito (斉藤 守弘; 31. ožujka 1928. – 13. svibnja 2002.), japanski majstor borilačkih vještina. Izravni je učenik Moriheija Ueshibe. Nositelj je 9. Dana u aikidu.

## Životopis
Morihiro Saito je počeo vježbati aikido kao učenik Moriheija Ueshibe 1946. godine u mjestu Iwama, prefektura Ibaraki, Japan. Prije nego što je započeo vježbati aikido, vježbao je Shito Ryu karate, judo i kendo. U Iwami, gdje je Saito sve vrijeme vježbao aikido, sudjelovao je u svim aspektima svakodnevnog života s O-Senseijem, te uz pomoć svoje obitelji brinuo o njemu 23 godine, sve do Ueshibine smrti 1969. godine. Zbog tako specifične situacije, Saito je bio u mogućnosti vježbati s Ueshibom, često i individualno. Vježbajući sa Saitom, O-Sensei je usavršavao tehnike, oplemenjivao i razvijao aikido. Zbog takvog iskustva, Morihiro Saito postao je važna osoba u razvojnom procesu aikida.
Morihiro Saito je bio shihan 9. Dan u Aikikai organizaciji. Često je putovao održavajući seminare, a u Iwami je vodio tradicionalni uchi-deshi program i vježbanja aikida, koja su pohađali njegovi učenici iz cijelog svijeta.
Morihei Ueshiba ga je opunomoćio da poslije njegove smrti nastavi voditi Iwama dojo, što je on prihvatio i vodio do svoje smrti 2002. godine.

## Djela
- Takemusu Aiki, Volume 1: Katatedori, 1979.
- Takemusu Aiki, Volume 2: Koshinage, 1981.
- Traditional Aikido, Vol.1: Basic Techniques, 1973.
- Traditional Aikido, Vol.2: Advanced Techniques, 1973.
- Traditional Aikido, Vol.3: Applied Techniques, 1974.
- Traditional Aikido, Vol.4: Vital Techniques, 1974.
- Traditional Aikido, Vol.5: Training Works Wonders, 1976.
- Aikido: Its Heart and Appearance, 1975.
- Takemusu Aikido, Volume 1: Background and Basics, 1994.
- Takemusu Aikido, Volume 2: More Basics, 1996.
- Takemusu Aikido, Volume 3: Basics Concluded, 1996.
- Takemusu Aikido, Volume 4: Kokyunage, 1997.
- Takemusu Aikido, Volume 5: Bukidori & Ninindori, 2001.
- Takemusu Aikido Special Edition: Budo, 1999.

## Vanjske povezice
- Saitosensei.com